# Amphilepis teodorae
Amphilepis teodorae is een slangster uit de familie Amphilepididae.
De wetenschappelijke naam van de soort werd in 1974 gepubliceerd door Luiz Roberto Tommasi & Jorge de Abreu.